# فرهنگ افسانه‌های مردم ایران
فرهنگ افسانه‌های مردم ایران مجموعهٔ نوزده‌جلدیِ قصّه‌های عامیانهٔ ایرانی است که علی‌اشرف درویشیان و رضا خندان مهابادی تألیف و توسّط انتشاراتِ کتاب و فرهنگ منتشر کرده‌اند.